# Mač zaštite
Mač zaštite (eng. Sword of Protection), izmišljeni magični mač iz franšize Gospodari svemira, kojim se koristi princeza Adora, sestra blizankinja princa Adama u borbi i kada se preobražava u moćnu ratnicu She-Ra. Mač zaštite se prvi put pojavljuje u dugometražnom animiranom filmu He-Man i She-Ra: Tajna mača iz 1985. godine, koji je bio Filmationov uvod u spin-off seriju She-Ra: Princeza moći (1985. - 1987.).
Za razliku od svog brata Adama, Adora se preobražava u She-Ra usklikom U čast dvorca Siva Lubanja! Ja sam She-Ra! Mač zaštite nalikuje na He-Manov, ali je elegantniji i ženstveniji s dragim kamenom u njegovoj sredini. Mač zaštite ima moć preobrazbe u drugu formu te moć iscjeljivanja.